# Дегустація чаю

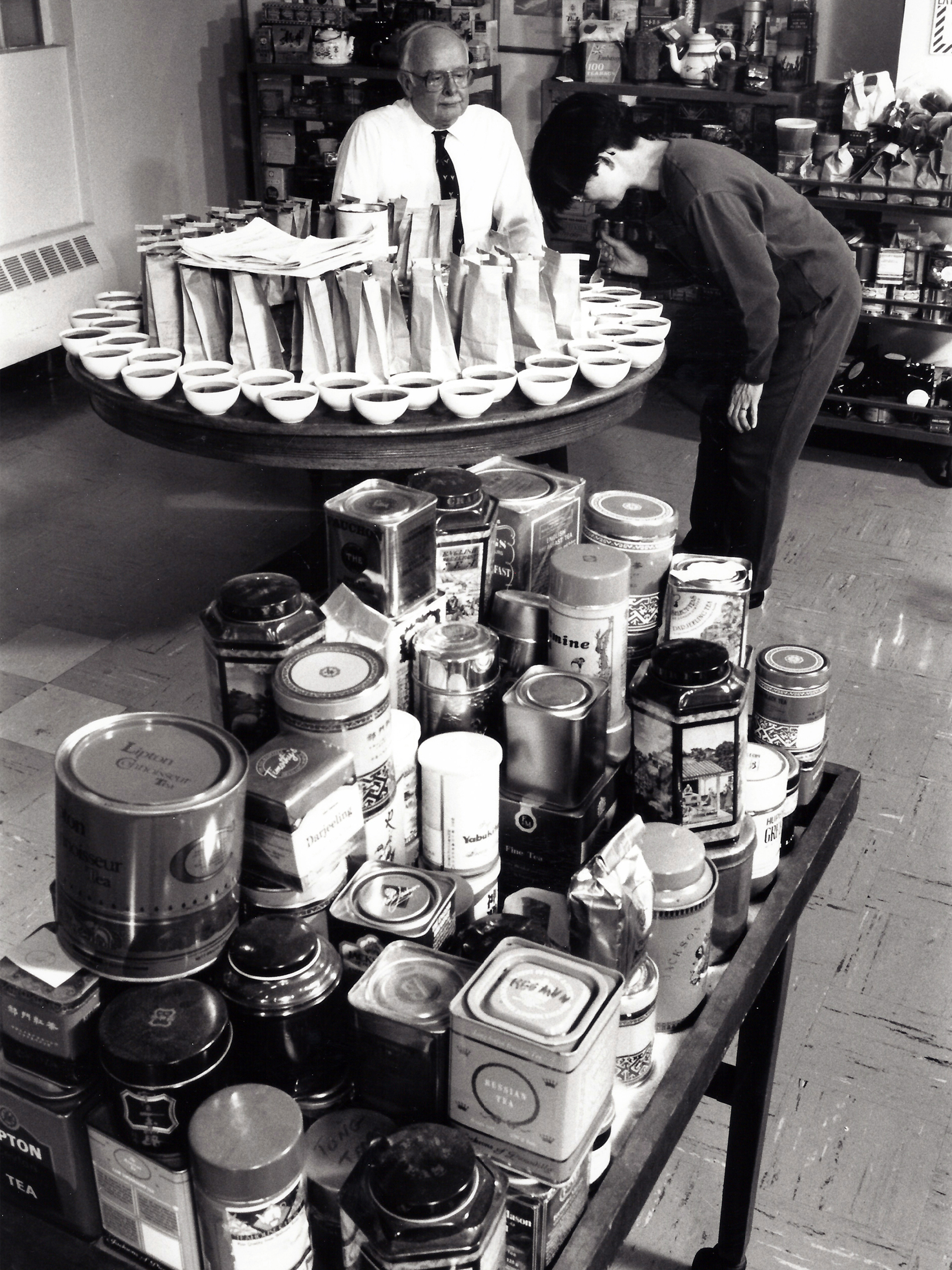
Управління з продовольства і медикаментів США тестувало чай до 1996 року.

Дегустація чаю — процес, під час якого навчений дегустатор визначає якість певного чаю. Через кліматичні умови, рельєф місцевості, виробничий процес і різні сорти рослини Camellia sinensis (чай), кінцевий продукт може мати дуже різний смак і зовнішній вигляд. Кваліфікований дегустатор може виявити ці відмінності та визначити якість чаю перед продажем або можливим змішуванням.

## Завдання
Завдання дегустатора залежать від призначення чаю. Якості, бажані для чаю для змішування з іншими чаями, можуть значно відрізнятися від тих, які потрібні для готового до вживання чаю.

## Техніки
Стандарт ISO 3103 описує стандартизований метод заварювання чаю для проведення повноцінного сенсорного порівняння. Однак цей стандарт не є особливо корисним для багатьох чаїв, оскільки вимагає шестихвилинного часу заварювання та окропу, що не рекомендується для зелених чаїв (зазвичай їх заварюють при температурі < 90 °C і менш ніж 3 хвилин). Натомість дегустатори зазвичай дегустують чаї, заварені відповідно до рекомендацій виробника.
Дегустатор використовує велику ложку і шумно набирає рідину в рот. Це гарантує, що і чай, і велика кількість кисню проходять через смакові рецептори язика, забезпечуючи рівномірність смакового профілю. Потім рідина зазвичай випльовується в плювальницю, перш ніж дегустатор переходить до наступного зразка. Для дегустації чаю використовується «чашковий набір», завжди білого кольору, щоб можна було розглянути як рідину, так і чайний лист. Набір складається з маленької чашки з кришкою, в яку поміщають чайне листя разом з водою для заварювання, і маленької округлої дегустаційної чашки. Смакові характеристики чаю, а також колір, розмір і форма листя оцінюються за допомогою спеціальної мови, створеної чайною індустрією. Як правило, після оцінки якості чаю кожна чайна компанія встановлює його ціну, виходячи з ринкових тенденцій, наявності та попиту.